# Каля Вікторієй
Каля Вікторієй (рум. Calea Victoriei, Проспект Перемоги) — один з найважливіших проспектів в центральному Бухаресті. Простягається від Splaiul Independenței (що є паралельним річці Димбовіца) на північ, а згодом на північний захід до площі Перемоги (рум. Piața Victoriei), де продовжується шосе Кіселеф (рум. Șoseaua Kiseleff) у північному напрямку.

## Історія

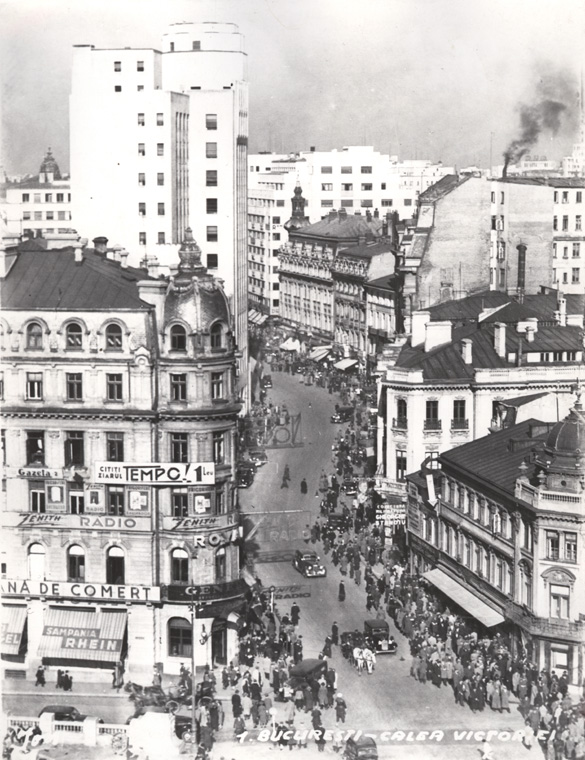
Каля Вікторієй у 1935 році. Зліва - готель Капітол, справа - Каса Капша (Casa Capșa); висока будівля - Телефонний палац (Palatul Telefoanelor)

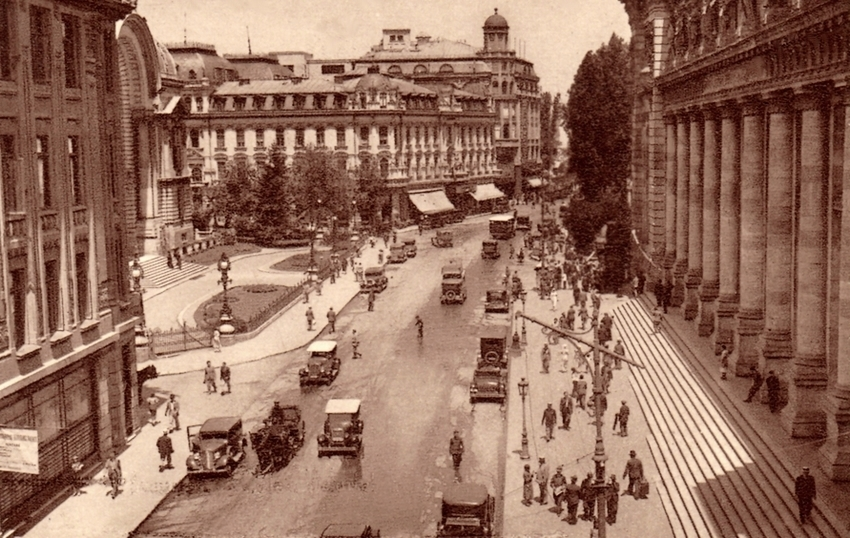
1940 - Поштовий палац (нині музей історії Румунії) та Палац CEC (зліва)

Спершу ця вулиця була відома під назвою Ulița Mare (Уліца Маре, Вулиця Велика), а також як Drumul Brașovului (Друмул Брашовулуй, Брашовська дорога), як частина торгового шляху між Бухарестом і трансільванським містом Брашовом. У 1692 році господар Константін Бринковяну вимостив дорогу деревом та частково упорядкував її, визначивши її маршрут через володіння Белечені, монастиря св. Івана, монастиря Злетарі та Кантакузинів до монастиря Серіндарі. Після 1692 року дорога була відома вже під назвою Podul Mogoșoaiei (Подул Могошаєй, Могошайська дерев'яна дорога) через те, що вона також з'єднувала з центром Бухареста палац Могошая, що на той час належав Бринковяну та розташувався за кілька кілометрів від міста.
Більшість тогочасних доріг на Балканах навесні та восени ставали брудними, але тут дерев'яне покриття запобігало цьому. Отже, дорога була серед найважливіших інженерних об'єктів у цьому регіоні та предметом гордості жителів Бухареста. Райони, що оточували дорогу, стали найбільш фешенебельними районами Бухареста: так, у 1775 році на самій дорозі було розташовано 35 боярських маєтків.
З липня 1814 року Подул Могошаєй стала першою вулицею в Бухаресті, на якій було влаштовано нічне освітлення свічками.
Дерево не було надто міцним матеріалом, тож часто покриття було в поганому стані, хоча його кілька разів і ремонтували (в тому числі у 1793 та 1814 роках). Під час російської окупації Дунайських князівств, що настала як наслідок російсько-турецької війни 1828—1829 років, командиром окупаційних військ Павлом Кісельовим було збудовано продовження дороги на північ, що зараз назване на його честь. У 1842 році дорогу замощено бруківкою, яку пізніше замінено на асфальт.
Дорога була найменована Calea Victoriei (Каля Вікторієй, Проспект Перемоги) 12 жовтня 1878 року після перемоги Румунії у війні за незалежність 1877—1878 років.
Зараз проспект є елітним торговим районом - тут розташований ряд нових модних магазинів, художніх бутиків, кафе та ресторанів.

## Будівлі та монументи

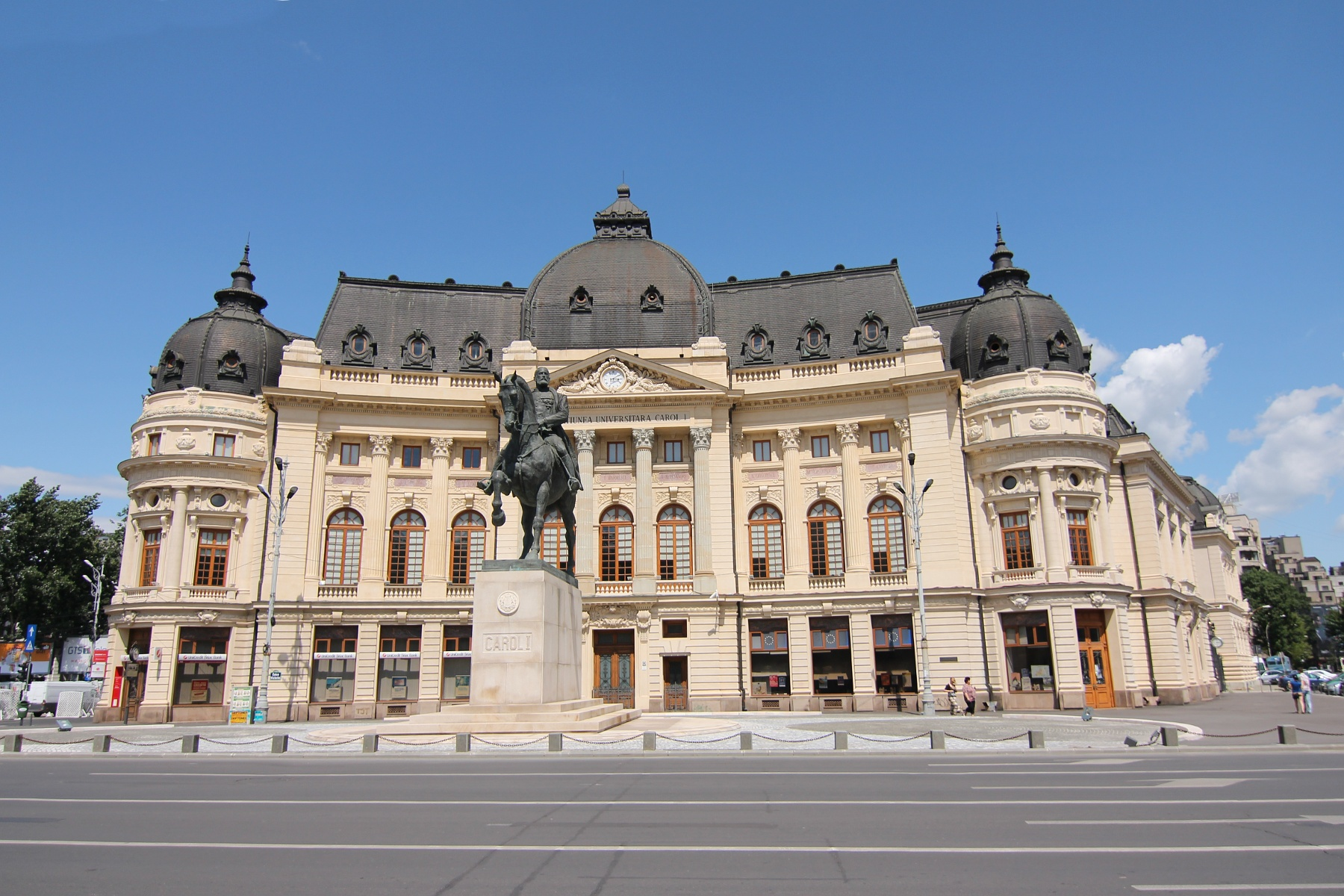
Університетська бібліотека (Biblioteca Centrală Universitară)

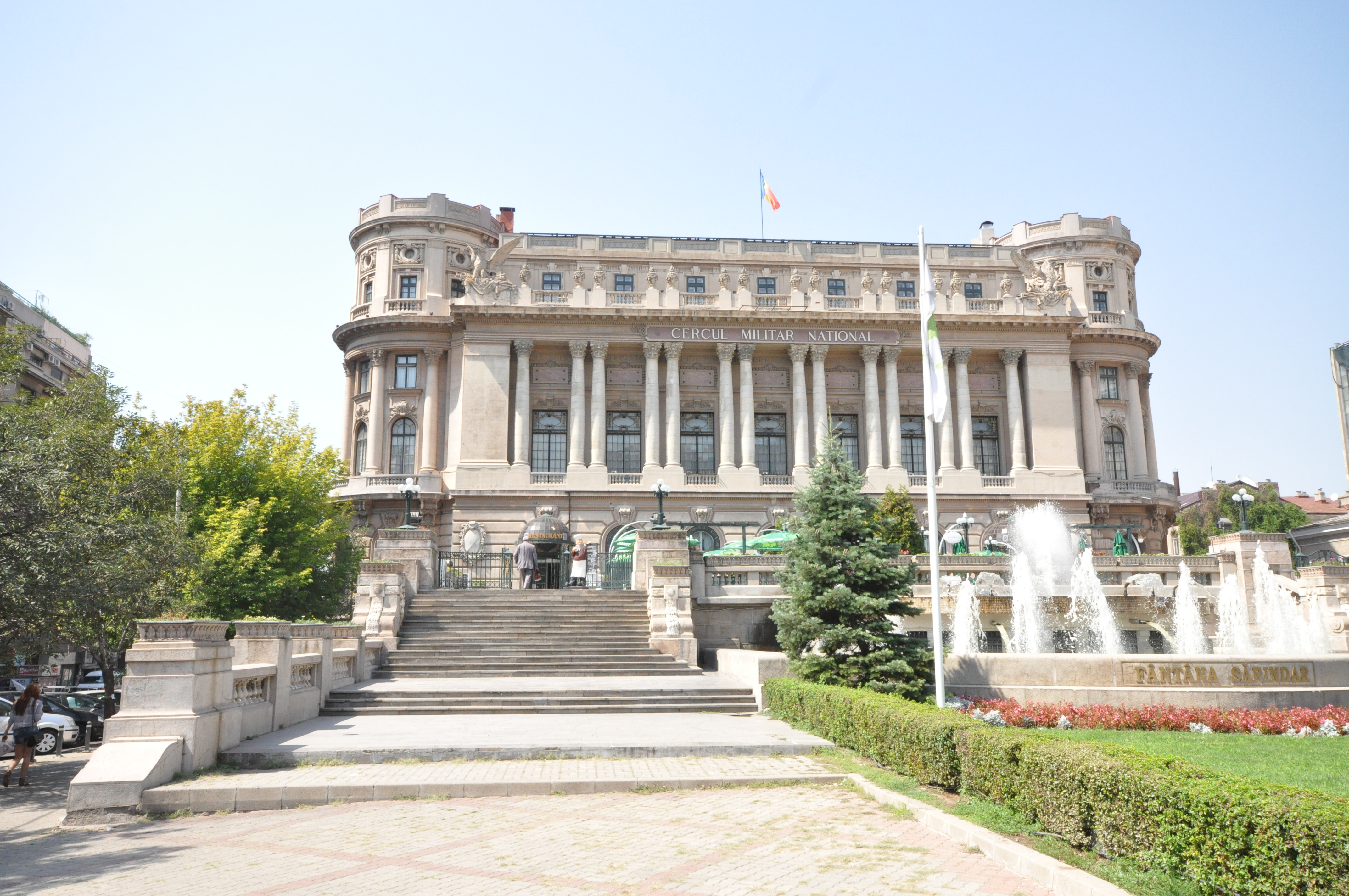
Палац Національного військового кола (Cercul Militar Național)

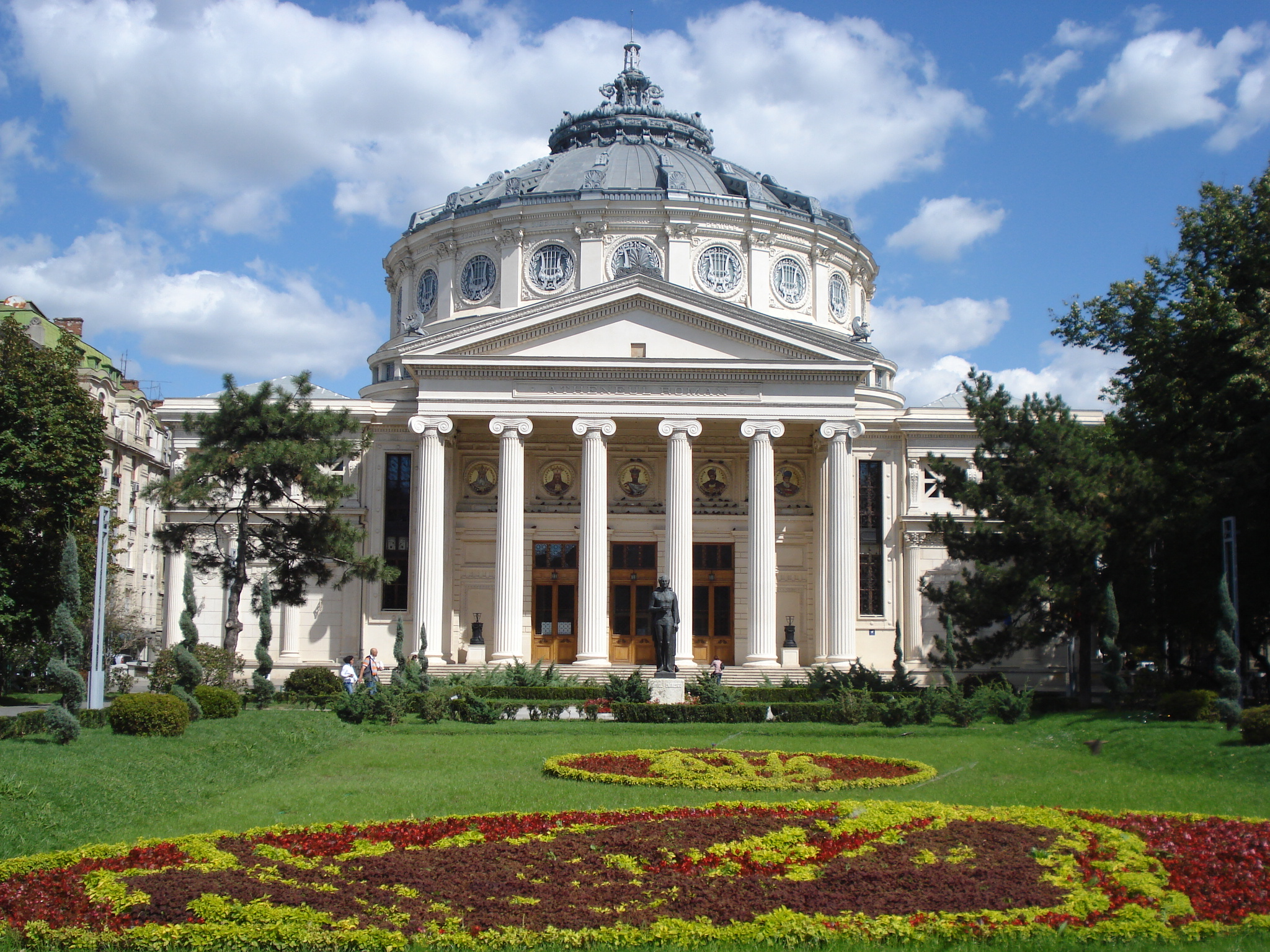
Румунський Атенеум (Ateneul Român)

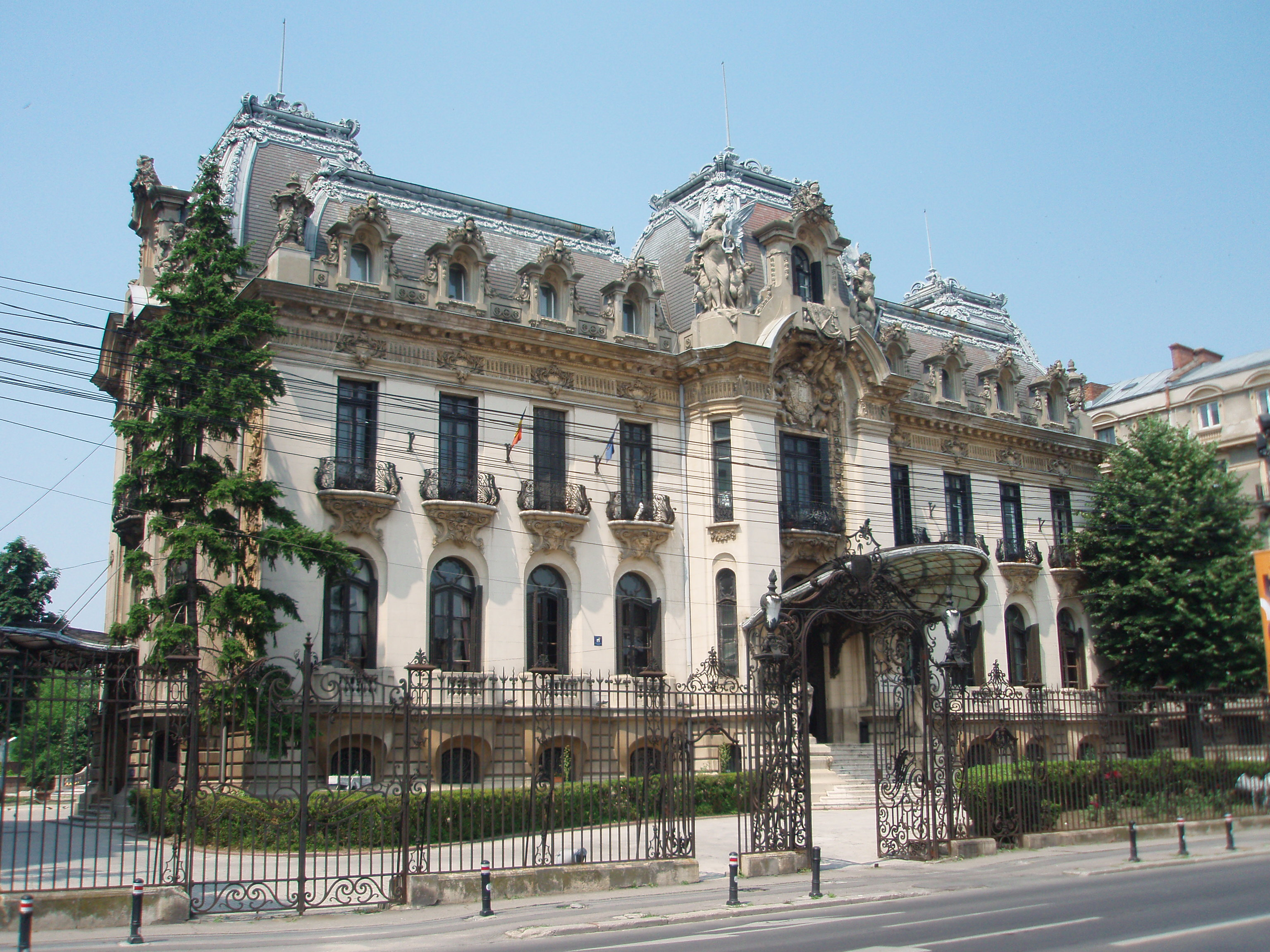
Палац Кантакузіно (Palatul Cantacuzino)

Найголовніші пам'ятки, розташовані вздовж проспекту (з півночі на південь):
- Палац Кантакузіно, разом з музеєм, присвяченим Джордже Енеску
- Музей мистецьких колекцій
- Палац Штірбей
- Румунський Атенеум
- Національний музей мистецтв Румунії
- Бібліотека Бухарестського університету
- Церква Крецулеску
- Пьяца Революцієй (площа Революції), включно з Меморіалом Відродження
- Телефонний палац
- Театр Одеона
- Каса Капша
- Палац Національного військового кола
- Пасаж Макка-Вілакроссе
- Bucharest Financial Plaza
- Національний музей історії Румунії зі статуєю Траяна та вовчиці на його сходах
- CEC Bank

Проспект довгий час був місцем розташування Національного театру, який стояв з північного боку від Телефонного палацу; копія його колишнього фасаду відтворена на сучасній будівлі готелю Novotel (відкрився влітку 2006 року). Римський Атенеум розміщується дещо в стороні від проспекту та відокремлений від нього невеликим парком.
У міжвоєнні роки Каля Вікторієй був показовою вулицею в Бухаресті. Після приблизно півстоліття занепаду, він поступово повертається до цієї ролі.
Національний музей мистецтв Румунії (колишній королівський палац) та університетська бібліотека навпроти нього постраждали під час революції 1989 року та були відновлені у 1990-і роки; Телефонний палац був відновлений у 1997—2005 роках; крім того, триває ремонт та реставрація багатьох готелів на проспекті.